# Radźszahi

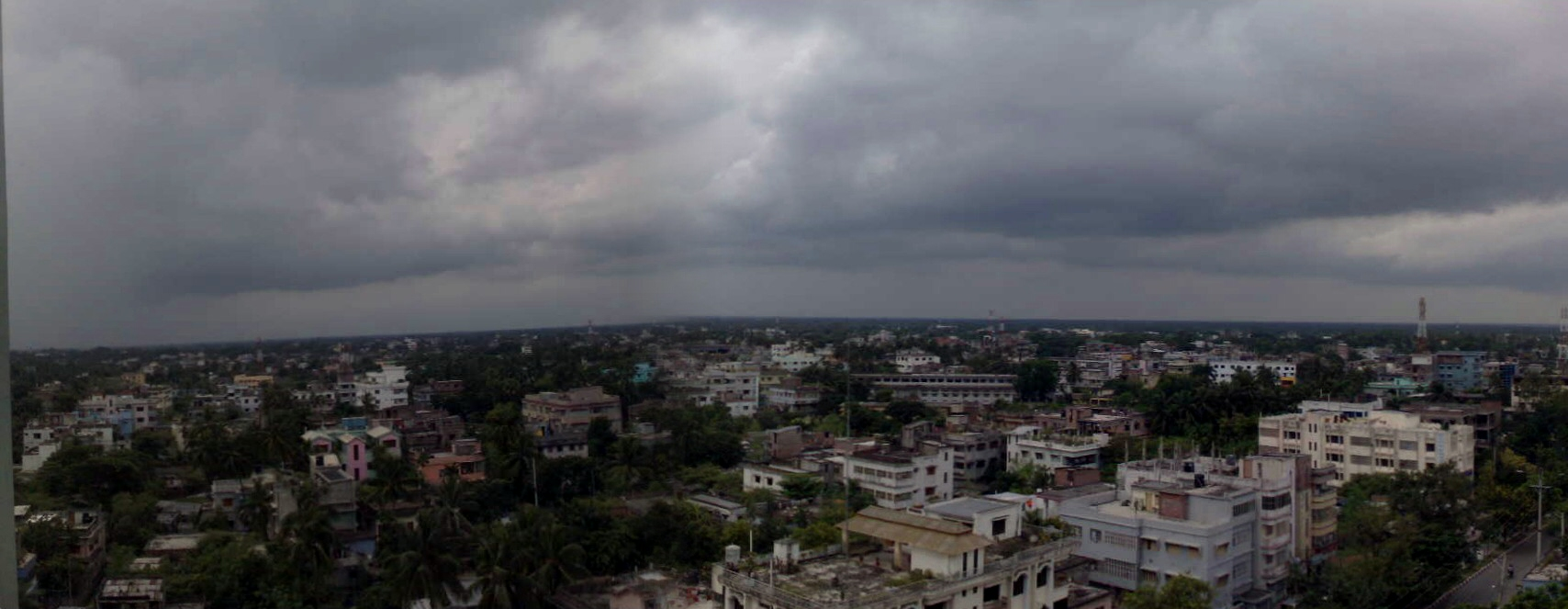
Widok na Radźszahi

Radźszahi (beng. রাজশাহী, ang. Rajshahi) – miasto w zachodnim Bangladeszu, nad Gangesem, przy granicy z Indiami, ośrodek administracyjny prowincji Radźszahi. Około 700 tys. mieszkańców.